# 和庄村 (章丘市)
和庄村，中华人民共和国山东省济南市章丘市高官寨镇所辖的一个行政村。全行政村人口311户1197人。耕地面积2697亩。行政区划代码370181114203。